# Deflexula
Deflexula là một chi nấm trong họ Pterulaceae, thuộc bộ nấm Agaricales.

## Danh pháp khoa học
Chi nấm này được nhà thực vật học người Anh, Edred John Henry Corner công bố trong công trình nghiên cứu năm 1950, "Clavaria and Allied Genera" (Clavaria và các chi liên quan). Mẫu thí nghiệm của loài Deflexula fascicularis được Giacomo Bresadola và Narcisse Théophile Patouillard miêu tả khoa học lần đầu tiên năm 1901 dưới danh pháp Pterula fascicularis.

## Miêu tả
Thể quả của chi nấm này nhỏ, chiều dài tối đa là 25 mm. Bào tử nấm màu trắng, trơn nhẵn, hình tròn hoặc trái xoan.

## Danh sách các loài
- Deflexula fascicularis
- Deflexula lilaceobrunnea
- Deflexula major
- Deflexula mangiformis
- Deflexula microspora
- Deflexula pacifica
- Deflexula pennata
- Deflexula sprucei
- Deflexula subsimplex
- Deflexula sulcispora
- Deflexula ulmi